# Boris Yotov
Boris Yotov –en búlgaro, Борис Йотов– (Sofía, Bulgaria, 25 de febrero de 1996) es un deportista azerbaiyano de origen búlgaro que compitió en remo. Ganó una medalla de plata en el Campeonato Europeo de Remo de 2014, en la prueba de doble scull.

## Palmarés internacional
| Campeonato Europeo | Campeonato Europeo | Campeonato Europeo | Campeonato Europeo |
| Año                | Lugar              | Medalla            | Prueba             |
| ------------------ | ------------------ | ------------------ | ------------------ |
| 2014               | Belgrado (Serbia)  | Medalla de plata   | Doble scull        |